# NGC 2973
NGC 2973 é um sistema estelar triplo na direção da constelação de Antlia. O objeto foi descoberto pelo astrônomo John Herschel em 1837, usando um telescópio refletor com abertura de 18,6 polegadas. 